# Dret d'avaria
El dret d'avaria és un principi del dret marítim pel qual totes les parts interessades d'un enviament marítim comparteixen proporcionalment les pèrdues d'un possible accident, és a dir, que tant el propietari del vaixell o com el de la càrrega són corresponsables en cas d’emergència. Per exemple, si la tripulació llença alguna càrrega per la borda per alleugerir el vaixell en una tempesta, la pèrdua la repartirien prorratejada tant el transportista (propietari del vaixell o l'empresa operadora) com els propietaris de càrrega.
Davant una sobrevinguda emergència en alta mar, és possible que els membres de la tripulació tinguin poc temps per determinar amb precisió quina càrrega estan llenánt. Així, per evitar baralles que poguessin perdre un temps valuós, la pràctica més justa va ser demanar a tots els comerciants que contribuïssin amb la compensació al propietari de la càrrega perduda, basant-se en una quota. El dret d'avaria té els seus orígens en el dret marítim antic i el principi es manté en el dret de l’almirallat de la majoria de països.

## Història
El dret d'avaria (terme d'origen àrab), era un impost sobre el comerç colonial dels segles xvi i xvii a Espanya; S'imposava sobre els mercaders o les mercaderies. Així mateix, incloïa als passatgers que passaven per les índies.
Els ingressos generats servien per a finançar les armades que protegien a les flotes comercials que cobrien el circuit entre les índies i la metròpoli, exposades amb bastant freqüència als atacs de pirates i bucaners o a les potències estrangeres en guerra amb Espanya.
Es va començar cobrant el 2,5% sobre el valor de les mercaderies, tot i que el percentatge no deixaria de créixer des del 1587, amb l'augment d'amenaces dels pirates anglesos; En algunes ocasions va arribar al 30%.
L'impost va deixar de cobrar-se al 1660 davant del frau generalitzat i el contraban, que atemptava contra la seva gestió, donat que al final el que es pagava era una quantitat general en funció de la càrrega estimada en concepte d'amnistia i no un percentatge sobre el valor real de les importacions.